# Jin Shan

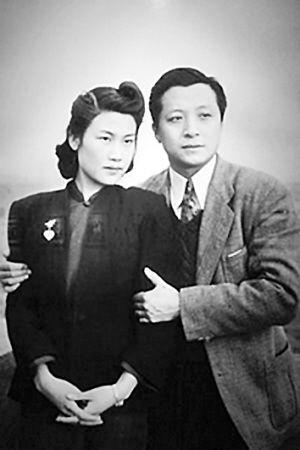
Jin Shan amb la seva primera esposa Zhang Ruifang

Jin Shan (xinès simplificat: 金山, pinyin: Jīn Shān; Suzhou, 9 d'agost de 1911 - 7 de juliol de 1982) fou un actor, guionista, productor, director de cinema i teatre xinès.

## Biografia
Jin Shan, de nom real Zhao Mo, va néixer el 9 d'agost de 1911 a Suzhou, província de Jiangsu a la Xina, en una família originaria de Yuanling (província de Hunan). El 1918, va ingressar a una escola privada per estudiar. A part de les classes es va interessar per l'òpera de Suzhou, i va participar en algunes representacions.
Als disset anys va marxar a Xangai. Apassionat del teatre, es va afiliar a la Lliga de Dramaturgs d'Esquerra, i el 1932, al Partit Comunista Xinès. i va fer teatre militant abans de dedicar-se al cinema, primer com a actor.
Durant la segona-guerra sino-japonesa va entrar a l'exercit com a capità i responsable d'un grup teatral.
Va estar casat dos cops. La primera esposa va ser l'actriu Zhang Ruifang i la segona la directora de teatre i actriu Sun Weishi.
Va morir el 7 de juliol de 1982.

#### Carrera com actor
Va fer la seva primera aparició en una pel·lícula el 1935: a "Mad Night" (昏狂) de Ren Pengnian. Després va actuar en dues pel·lícules de Shi Dongshan, produïdes el 1936 per la companyia Xinhua: "Song of Eternal Regret" (长恨歌) i "Night of Joy" (狂欢之夜), adaptació de l'obra "El inspector" de Nikolai Gógol, pel·lícula en la qual va actuar al costat de Pu Ke i Zhou Xuan. El 1935, juntament amb l'actor Zhao Dan, va fundar la Xangai Amateur Drama Association.
El 1942, a Chongqing va protagonitzar l'obra "Qu Yuan" de Guo Moruo. L'any 1949, va ser transferit al Teatre d'Art Juvenil de la Xina, on va exercir com a vicepresident i després com a director en cap.Durant els anys 50 va protagonitzar diverses obres teatrals, amb papers com Vanya a "L'oncle Vània" d'Anton Txékhov.

#### Carrera com director
Amb la productora Changchun Film Studio, antiga Northeast Film Studio, creada pel Partit Comunista Xinès, Jin va escriure el guió i va dirigir Along de Sungary River, un film sobre l'ocupació japonesa, protagonitzada per ell mateix i l'actriu Zhang Ruifang. S'ha comparat l'estil de la pel·lícula amb el del cineasta ucraïnès Oleksandr Dovjenko.
Durant la primera meitat dels anys 50 es va dedicar al teatre, i no va ser fins al 1956 que va fer la seva segona pel·lícula: " Huanghua Mountain" (黄花山). Va ser seguida dos anys més tard per 三陵水库畅想曲, adaptada d'una obra de Tian Han (田汉).
El 1959, va dirigir 风暴, sobre la gran vaga dels ferrocarrils de la línia Beijing-Hankou, del 7 de febrer de 1923, vaga, liderada pels comunistes, que acabà en fracàs, però que va tenir una influència considerable en el futur del Partit. El mateix Jin Shan interpretà el paper principal.

## Filmografia destacada
| Any  | Títol xinès      | Títol anglès                               | Notes                       |
| ---- | ---------------- | ------------------------------------------ | --------------------------- |
| 1935 | 夜半歌声         | Song at Midnight ó Singing in the Midnight | Actor                       |
| 1938 | 貂蝉             | The Sable Cicada                           | Actor                       |
| 1947 | 松花江上         | Along de Sungary River                     | Guionista, Actor y Director |
| 1958 | 十三陵水库畅想曲 | Fantasy Song of Ming Tombs Reservoir       | Director                    |
| 1959 | 风暴             | Storm                                      | Guionista, Actor y Director |
| 1978 | 于无声处         | In the Silent Place                        | Director                    |